# Sinopoda scurion
Sinopoda scurion ist eine augenlose Webspinnenart aus der Familie der Riesenkrabbenspinnen (Sparassidae). Sie wurde in einer Höhle in der laotischen Provinz Khammuan von Peter Jäger von der Sektion Arachnologie am Forschungsinstitut Senckenberg in Frankfurt am Main entdeckt und im Jahr 2012 beschrieben.

## Merkmale
Bisher wurden einzelne erwachsene weibliche Exemplare und mehrere juvenile und subadulte weibliche und männliche Exemplare gefunden. Die Tiere wurden zwischen 2003 und 2012 gesammelt.
Sinopoda scurion ist eine mittelgroße Riesenkrabbenspinne. Die Körperlänge der Weibchen beträgt 10,9 bis 13,6 mm. Der Vorderleib des Holotyps, ein erwachsenes Weibchen, ist 5,1 mm lang, der Hinterleib 6,3 mm lang. Die Beschreibung der Art erfolgte über eine Charakterisierung der Kopulationsorgane, auch das Fehlen von Augen und Linsen wurde für die Beschreibung mit herangezogen. Die Farbe der Exemplare ist in Ethanol blass braun-gelb.

## Verbreitung und Lebensraum
Der Fundort befindet sich in der laotischen Provinz Khammuan, 9,5 km nordöstlich der Stadt Thakek. Die Exemplare wurden dort in einer Kalksteinhöhle in der lichtlosen Zone einer großen Felsspalte gefunden. Andere Fundorte liegen bisher nicht vor. Im Eingangsbereich dieser Höhle wurden auch weitere Riesenkrabbenspinnen, nämlich die Laotische Riesenkrabbenspinne (Heteropoda maxima) und Heteropoda tetrica nachgewiesen.

## Lebensweise
Über die Biologie der Art ist bisher fast nichts bekannt. Die Spinnen jagen entweder durch Abwarten oder bewegen sich langsam vorwärts, können jedoch bei Störung schnell davonlaufen. 